# 勞倫斯鎮區 (堪薩斯州克勞德縣)
勞倫斯鎮區（英語：Lawrence Township）為位在美國堪薩斯州克勞德縣的鎮區。2010年美国人口普查中該鎮區人口有118人。

## 歷史
勞倫斯鎮區於1872年設立。此鎮區的名稱以最早定居者L·D·勞倫斯（L. D. Lawrence）命名。

## 地理
勞倫斯鎮區涵蓋面積94.44平方（36.46平方英里），境內無城市設立。

### 墓園
根據美國地質調查局的資料，此鎮區擁有2座墓園：
- 霍利斯墓園（Hollis Cemetery）
- 沃爾納特格羅夫墓園（Walnut Grove Cemetery）

### 溪流
通過此鎮區的溪流有：
- 小阿普頓溪（Little Upton Creek）
- 奧克溪（Oak Creek）
- 普拉姆溪（Plum Creek）
- 索爾特溪（Salt Creek）
- 阿普頓溪（Upton Creek）
- 西溪（West Creek）

## 人口統計
根據2010年美國人口普查，勞倫斯鎮區人口有118人，人口密度為1.25人/每平方公里。此鎮區居民之種族有100%為白人；0%為非裔美洲人；0%為美洲原住民；0%為亞洲人；0%為太平洋島民；0%為其他種族；另外有0%為混血種族。而西班牙裔或拉丁裔美洲人佔此鎮區人口的0%。

## 外部連結
- US-Counties.com
- City-Data.com （页面存档备份，存于）